# Agelena funerea
Agelena funerea es una especie de araña del género Agelena, familia Agelenidae. Fue descrita científicamente por Simon en 1909.

## Distribución
Esta especie se encuentra en el este de África.